# یان شیاندونگ
یان شیاندونگ (انگلیسی: Yan Xiandong؛ زادهٔ ۵ مارس ۱۹۷۳)  شمشیرباز اهل چین بود. وی در بازی‌های المپیک تابستانی ۱۹۹۶ شرکت کرده‌است.